# Kleidotoma affinis
Kleidotoma affinis är en stekelart som beskrevs av Cameron 1889. Kleidotoma affinis ingår i släktet Kleidotoma, och familjen glattsteklar. Arten är reproducerande i Sverige.